# トマホーク作戦
トマホーク作戦 (Operation Tomahawk) とは1951年3月23日、朝鮮戦争においてカレイジャス（勇気）作戦（Operation Courageous）の一部として、韓国京畿道坡州市文山邑において実施された米第187連隊戦闘団による空挺作戦である。

## 経緯
国連軍がソウルを再奪還し春川を占領すると、3月21日、第8軍司令官は新たな作戦を構想した。偵察で朝鮮人民軍第1軍団（軍団長：李権武中将）と中国人民志願軍第26軍（軍長：張仁初）が議政府とその北部に展開していることが確認された。第1軍団の3個師団は臨津江を背にしているため、渡河地点を遮断すれば支離滅裂となるため、攻撃するのに最も容易であると判断した。第8軍は、リッパー作戦を拡大して第187空挺連隊戦闘団（団長：ボーエン准将）を人民軍後方に降下させ米第1軍団（軍団長：ミルバーン少将）で敵を圧迫して撃滅するという作戦計画を構想し、カレイジャス作戦（Operation Courageous）と命名した。

## 作戦
人民軍第1軍団を包囲する最初の段階としてリッジウェイ将軍は、3月21日、米第1軍団にカイロ線（Line Cairo）に前進するよう命じた。米第1軍団は議政府西の人民軍第1軍団と東の中国第26軍と接触した。
3月22日8時、米第1軍団の3個師団はカイロ線に向けて前進を開始した。軍団の左前方を前進した韓国軍第1師団（師団長：白善燁准将）は軽微な抵抗を排除し、正午頃、統制線に到着した。軍団中央の第3師団と右側の第25師団は散発的な抵抗に遭遇し、線の手前で1日を終えた。
3月22日17時30分、第8軍は空挺作戦を議論し、第8軍作戦参謀のマジェット（Gilman C. Mudgett）大佐の建議に基づき、23日9時に作戦を実施することが決定し、トマホーク作戦（Operation Tomahawk）と命名された。
トマホーク作戦は、このカレイジャス作戦の半分を受け持つ作戦である。100機あまりのC-119フライングボックスカーを動員し、前線の30キロメートル背後に第187連隊戦闘団を空挺降下させるものであった。空挺部隊が降下すると同時に、進出してきた第24歩兵師団に属する第6中戦車大隊と、第3歩兵師団の歩兵部隊で編成されたグロウドン機動部隊と連携することになっていた。実際には、中国人民志願軍も朝鮮人民軍も米軍の進出前に撤退してしまったため、グロウドン機動部隊は、地雷原に阻まれた以外は、ほとんど敵の反撃を受けることなく目標へと到達した。
120機のC-119とC-46輸送機により、第187連隊戦闘団の3,437名の兵士、並びにインド陸軍第60空挺野戦救急隊の12名の将校と兵士が文山邑近くに降下したが、これは朝鮮戦争において2番目に大きい空挺作戦となった。
この作戦で第187連隊戦闘団は4名が死亡した。（3名が戦死、1名が事故死）

## 参考
- Mossman, Billy C. (1990). Edd and Flow : November 1950-july 1951. Center of Military History, United States Army
- “6·25戦争史 第8巻-中共軍 총공세와 유엔군의 재반격” (PDF) (朝鮮語).   韓国国防部軍史編纂研究所. 2021年1月23日閲覧。